# Don Callis
Don Callis (Winnipeg, Manitoba; 13 de octubre de 1963) es un luchador y mánager de lucha libre profesional canadiense, famoso por sus apariciones en la World Wrestling Federation bajo el nombre de The Jackyl y en la Extreme Championship Wrestling bajo el nombre de Cyrus. Callis ahora trabaja como mánager en All Elite Wrestling. También trabajó para New Japan Pro-Wrestling (NJPW) como comentarista de inglés en NJPW World.

## Carrera

### Circuito independiente (1989-1996)
Callis fue entrenado por el promotor de lucha libre de Manitoba Tony Condello, debutando en 1989 en la promoción de la Alianza de Lucha de West Four de Condello bajo su nombre de nacimiento. Más tarde ese año, Callis adoptó el nombre del anillo "The Natural". En mayo de 1991, Callis ganó el WFWA Canadian Heavyweight Championship. Entre 1991 y 1994, celebró el campeonato un total de cuatro veces. En 1994, West Four Wrestling Alliance pasó a llamarse International Wrestling Alliance. Callis celebró el IWA Heavyweight Championship dos veces en 1996.
En 1992, Callis luchó para Lutte Lanaudière, con sede en Quebec, como "El General", haciendo equipo con El Diablero como "El Equipo Jet Set". El Jet Set Team llevó a cabo el Campeonato Lutte Lanaudière Tag Team por ocho meses.

### World Wrestling Federation (1996-1999)
En 1996, Callis fue contratado por World Wrestling Federation.
El 20 de septiembre de 1997, Callis debutó en WWF como The Jackyl, un misterioso miembro de The Truth Commission. Su gimmick era el de un mánager de personalidad exaltada y mesiánica, un complejo que según WWF Magazine había desarrollado al sacar de Kuwait a un grupo de luchadores de WWF que se habían quedado atrapados allí como consecuencia de la Guerra del Golfo. Jackyl era referido por el comentarista Jim Ross como "el David Koresh de World Wrestling Federation." Sin haber conseguido mucho éxito aparte de una victoria en Survivor Series 1997, The Truth Commission fue disuelta.
Jackyl volvió en 1998, formando un grupo heel llamado The Parade of Human Oddities. El equipo estaba compuesto por luchadores monstruosos que Jackyl decía haber sido rechazados por la sociedad a causa de sus deformidades y rarezas. Éstos eran el deforme Golga y los gigantescos Kurrgan y Giant Silva, además de la trastornada Luna Vachon. El equipo debutó en una edición de Raw, en un segmento con algunos miembros del The Howard Stern Show; las siguientes semanas, sus miembros derrotarían a jobbers en cortos combates, hasta que fueron abandonados por Jackyl. Tras ello, Jakcyl se convirtió en el mánager de Hell's Henchmen hasta que fue liberado de su contrato a petición suya.

### Extreme Championship Wrestling (1999-2001)
A mediados de 1999, Callis debutó en ECW como Cyrus the Virus (un nombre sacado de la película de 1997 Con Air), un comentarista con un truco similar al de su personaje de WWF. Transmitiría exclusivamente en PPV junto con Joey Styles. A medida que aumentaron los problemas entre ECW y TNN, Cyrus se presentó como trabajando para la red, bajo el apodo abreviado de Cyrus. Su personaje representaba muchos de los problemas reales entre ECW y TNN en ese momento, ya que criticaba constantemente la naturaleza violenta de la programación de ECW. También mostraría afecto por RollerJam y Rockin 'Bowl, dos programas en la red que los fanáticos de ECW despreciaban por igual, debido a que la red les dio un trato preferencial a pesar de las bajas calificaciones en comparación con ECW. Destacó a Joel Gertner por medidas disciplinarias, entre otras cosas debido a que Gertner "se sobreponía a expensas del talento", que era la dudosa razón dada a The Jackal por su despido en WWF.
Cyrus luego mostró autoridad en ECW debido a su posición ejecutiva en la red, trabajando como un talón para cruzarse contra los favoritos de los fanáticos de ECW (en kayfabe), pero también para apaciguar a la red evitando el contenido lascivo (como un disparo). Cyrus luego se asoció con el anti-hardcore Steve Corino, y finalmente formó un establo con Corino, su mánager Jack Victory y sus armas contratadas Yoshihiro Tajiri y Rhino. Eran conocidos colectivamente como The Network. Participó en una pelea a largo plazo con el comentarista Joel Gertner, que culminó en un partido el 1 de octubre de 2000, en Anarchy Rulz 2000, en el que Gertner triunfó.
Después de esto, Cyrus (kayfabe) canceló ECW en TNN (ya que el programa pronto se cancelaría legítimamente, a favor de WWF Raw). Cyrus luego ayudaría a Rhino a ganar su primer Campeonato Mundial de Peso Pesado de ECW en el último pago por evento, Culpable como acusado 2001. ECW se declararía en bancarrota poco después.

### Circuito independiente (2001-2003, 2018)
Con el ECW desaparecido y la World Championship Wrestling comprada por WWF, Callis regresó a la universidad y finalmente obtuvo una Maestría en Administración de Empresas. También dirigió brevemente el No Holds Barred Wrestling Camp, un campo de entrenamiento de lucha basado en Winnipeg. Callis también luchó en el circuito independiente, apareciendo principalmente con promociones canadienses como la Prairie Wrestling Association, Pro Outlaw Wrestling y Top Rope Championship Wrestling. De 2001 a 2002, apareció con Border City Wrestling, celebrando el BCW Can-Am Tag Team Championship con Terry Taylor.
El 13 de julio de 2018, se anunció que Callis comentará la transmisión ALL IN con Ian Riccaboni, Sean Mooney, Excalibur, Alicia Atout, Justin Roberts y Bobby Cruise.

### Total Nonstop Action Wrestling (2003-2004)
En 2003, Callis debutó en Total Nonstop Action Wrestling (TNA) como un "Consultor de gestión". Durante este tiempo, reclamó el crédito por el partido Ultimate X, que dijo que ideó para resolver la disputa sobre quién era el campeón de la División X de una vez por todas. Participó en una lucha de poder con el entonces Director de Autoridad Erik Watts y usó su poder para hacerle la vida difícil a Jerry Lynn, multándolo y suspendiéndolo repetidamente. El 28 de enero de 2004, Callis logró expulsar a Watts de TNA cuando lo derrotó en un combate por el control de TNA, aunque luego abandonó la compañía en silencio.

### Jubilación (2004–2017)
Callis abandonó TNA en buenos términos más tarde ese año, después de que le ofrecieron un trabajo en comercio internacional que utilizaba su MBA. Aunque generalmente se retiró de la lucha profesional, Callis hizo una aparición en el programa de reunión de ECW Hardcore Homecoming el 10 de junio de 2005.
Callis también escribió columnas semanales de lucha libre para el grupo de medios Sun y coorganizó un programa de radio local de Winnipeg llamado "No Holds Barred" con Joe Aiello en 92 CITI FM.
El 18 de octubre de 2016, Callis estrenó un nuevo podcast con su amigo de toda la vida Lance Storm llamado Killing the Town with Storm and Cyrus. El programa es parte de The Jericho Network en PodcastOne.

### New Japan Pro-Wrestling (2017-2019)
El 17 de enero de 2017, Callis anunció que había aceptado un puesto para convertirse en el nuevo comentarista de color inglés para los eventos de New Japan Pro Wrestling en New Japan Pro-Wrestling World, trabajando junto a Kevin Kelly, reemplazando a Steve Corino.
En la final de la World Tag League del 11 de diciembre, Callis participó en un ataque argumental realizado por Chris Jericho en Kenny Omega.

### Impact Wrestling (2017-2021)
El 5 de diciembre de 2017, Impact Wrestling anunció a Callis como el nuevo vicepresidente ejecutivo de la promoción, junto con Scott D'Amore.
El 22 de abril de 2018, Callis apareció como comentarista de color para el PPV de Impact Wrestling Redemption, así como para el siguiente episodio de Impact. Durante el verano y el otoño de 2018, Don Callis apareció regularmente junto a Josh Mathews como comentarista de color y ahora parece que Callis puede haberse convertido en el comentarista de color permanente de Impact Wrestling luego de la partida de D'Angelo Dinero y los experimentos al usar Sonjay Dutt como comentarista de color mientras estaba herido.
El 13 de agosto Callis fue despedido como vicepresidente ejecutivo de Impact Wrestling.

### All Elite Wrestling (2020-presente)
Apareció como invitado especial en la edición de AEW Dynamite: Winter Is Coming el 2 de diciembre, en el combate de Kenny Omega y Jon Moxley, posteriormente ayudaría a Omega a derrotar a Moxley para ganar el Campeonato Mundial de AEW por primera vez.
En el episodio del 10 de mayo de 2023 de Dynamite, durante una pelea en jaula de acero entre Kenny Omega y Jon Moxley, Callis se enfrentó a Omega apuñalándolo con un destornillador y permitiendo que Moxley obtuviera la victoria. En Double or Nothing, Callis se alió con Konosuke Takeshita, después de que le diera un golpe de rodilla saltando a Omega.

## En lucha
- Movimientos finales
  - Callis Claw[2] (One-handed clawhold)[1]
  - Diving knee drop[1]

- Movimientos de firma
  - Superkick[1]
  - Running football tackle[1]
  - Figure four leglock[1]

- Luchadores dirigidos
  - The Truth Commision (Recon, Sniper, Tank & The Interrogator) (c/The Commandant)
  - The Parade of Human Oddities (Golga, Kurrgan, Giant Silva & Luna Vachon)
  - Hell's Henchmen (Bradshaw & Faarooq)
  - Kenny Omega
  - Konosuke Takeshita

- Apodos
  - "The Virus"[2]

## Campeonatos y logros
- Border City Wrestling
  - BCW Can-Am Tag Team Championship (1 vez) - con Terry Taylor

- West Four Wrestling Alliance
  - WFWA Canadian Heavyweight Championship (5 veces)

- West Four Wrestling Alliance/International Wrestling Alliance
  - IWA Heavyweight Champion (2 veces)
  - WFWA Canadian Heavyweight Championship (5 veces)